# Liste der Kreisstraßen im Landkreis Mühldorf am Inn
Die Liste der Kreisstraßen im Landkreis Mühldorf am Inn ist eine Auflistung der Kreisstraßen im bayerischen Landkreis Mühldorf am Inn mit deren Verlauf.

## Abkürzungen
- AÖ: Kreisstraße im Landkreis Altötting
- EBE: Kreisstraße im Landkreis Ebersberg
- ED: Kreisstraße im Landkreis Erding
- LA: Kreisstraße im Landkreis Landshut
- MÜ: Kreisstraße im Landkreis Mühldorf am Inn
- PAN: Kreisstraße im Landkreis Rottal-Inn
- RO: Kreisstraße im Landkreis Rosenheim
- TS: Kreisstraße im Landkreis Traunstein
- St: Staatsstraße in Bayern

## Liste
Nicht vorhandene bzw. nicht nachgewiesene Kreisstraßen werden in Kursivdruck gekennzeichnet, ebenso Straßen und Straßenabschnitte, die unabhängig vom Grund (Herabstufung zu einer Gemeindestraße oder Höherstufung) keine Kreisstraßen mehr sind.
Der Straßenverlauf wird in der Regel von Nord nach Süd und von West nach Ost angegeben.
| Nr. MÜ | Verlauf |
| ------ | --- |
| MÜ 1   | (LA 56 im Landkreis Landshut) – Landkreisgrenze – Frauenhaselbach – Oberwiesbach – Unterwiesbach – Stein – Hönning – MÜ 2 – Blindenhaselbach – St 2086 |
| MÜ 2   | MÜ 1 – Eitlhub – Gmain – St 2086 in Neumarkt-Sankt Veit |
| MÜ 3   | (LA 46 im Landkreis Landshut) – Landkreisgrenze – Harpolden – Fraßbach – Teising – St 2086 |
| MÜ 4   | St 2086 in Neumarkt-Sankt Veit – Leonberg – Kager – Hafenöd – Haunertsholzen – MÜ 36 – MÜ 47 – MÜ 8 – Landkreisgrenze – (AÖ 33 im Landkreis Altötting) |
| MÜ 5   | (LA 47 im Landkreis Landshut) – Landkreisgrenze – MÜ 51 – Hub – Scheuneck – Schönberg – MÜ 27 – St 2086 in Kai |
| MÜ 6   | St 2086 – Hundham – MÜ 7 – Breitenloh – Gumattenkirchen – Hartmering – MÜ 39 – Gaymoos – MÜ 33 – Harthausen – St 2352 in Mühldorf am Inn |
| MÜ 7   | MÜ 6 – Niederbergkirchen – Rohrbäcker – Rohrbach – |
| MÜ 8   | MÜ 47 – Landkreisgrenze – (AÖ 31 und AÖ 13 im Landkreis Altötting) – Landkreisgrenze – MÜ 10 in Erharting |
| MÜ 9   | St 2092 in Mühldorf am Inn – Hölzling – Landkreisgrenze – (AÖ 1 im Landkreis Altötting) |
| MÜ 10  | in Schoßbach – Unterrohrbach – Erharting – MÜ 8 – MÜ 33 – Kreuzpoint – Landkreisgrenze – (AÖ 35 im Landkreis Altötting) |
| MÜ 11  | St 2092 in Mühldorf am Inn – Moos – Polling – Asthal – Landkreisgrenze – (AÖ 12 im Landkreis Altötting) |
| MÜ 12  | St 2550 – Landkreisgrenze – (AÖ 6 im Landkreis Altötting) |
| MÜ 13  | MÜ 25 in Haigerloh – Waldkraiburg – St 2091 |
| MÜ 14  | St 2092 – Lohen – Lindach – Langfeichten – MÜ 34 – Oberneukirchen – St 2355 – Brunnlehen – Forsting – Fichberg – Kainau – Landkreisgrenze – (AÖ 14 im Landkreis Altötting) |
| MÜ 15  | /St 2084 in Küham – MÜ 38 in Heldenstein |
| MÜ 16  | St 2091 – Landkreisgrenze – (TS 9 im Landkreis Traunstein) |
| MÜ 17  | – Aicha – Schustergraben – Lengmoos – Penstätt – Stanzlöd – St 2352/St 2353 in Gars am Inn |
| MÜ 18  | St 2352 in Waldkraiburg – Stockham – Sankt Erasmus – MÜ 19 – St 2091/St 2092 in Niederndorf |
| MÜ 19  | St 2353 in Gars-Bahnhof – Mittergars – MÜ 45 – Krücklham – Jettenbach-Bahnhof – MÜ 48 – Au – MÜ 18 |
| MÜ 20  | St 2352 in Waldkraiburg – St 2091 in Waldkraiburg |
| MÜ 21  | MÜ 25 in Stefanskirchen – Rattenkirchen – Oberapping – Isenmühle – St 2084 – Weidenbach – Kehrham – Rattenkirchen – Wald – in Pemberg |
| MÜ 22  | St 2087 – Gumpenbau – Erb – MÜ 24 – Wörth – St 2084 – Allersheim – MÜ 30 – Obertaufkirchen – Stierberg – Forsthub – Annabrunn – Rundum – Gaßlhub – MÜ 29 – Etz – Wolfgrub – |
| MÜ 23  | (LA 16 im Landkreis Landshut) – Landkreisgrenze – Oseneck – Felizenzell – MÜ 49 in Buchbach |
| MÜ 24  | MÜ 22 – Kothingdorfen – Angering – MÜ 25 – Ranetsham – St 2086 |
| MÜ 25  | St 2086 in Besenbuchbach – Dötzkirchen – MÜ 24 – Ranetsham – Sterneck – Bubing – Heisting – Hasenwinkel – Stefanskirchen – MÜ 21 – MÜ 26 – Aidenbach – Zollbruck – MÜ 40 – MÜ 38 – Haigerloh – MÜ 13 – St 2352 |
| MÜ 26  | (LA 49 im Landkreis Landshut) – Landkreisgrenze – Riedlham – St 2086 – Berg – Salmanskirchen – MÜ 25 |
| MÜ 27  | MÜ 5 in Schönberg – Finsenbach – MÜ 51 – Aspertsham – Irl – MÜ 28 – St 2086 |
| MÜ 28  | (LA 48 im Landkreis Landshut) – Landkreisgrenze – Rott – Irlham – Holzhäusln – Irl – MÜ 27 – St 2086 |
| MÜ 29  | (ED 21 im Landkreis Erding) – Landkreisgrenze – MÜ 32 – Leimgruben – Landkreisgrenze – (ED 21 im Landkreis Erding) – Landkreisgrenze – Oberornau – MÜ 22 in Gaßlhub |
| MÜ 30  | Schwindegg – Allersheim – MÜ 22 – Obertaufkirchen – Rampoldsheim – St 2084 |
| MÜ 31  | St 2353 in Stadl – Wang – St 2092 in Schmalzöd |
| MÜ 32  | MÜ 29 – Gritschenöd – Kirchdorf – / – Haag in Oberbayern – Altdorf – Voglberg – Rechtmehring – MÜ 43 – Freimehring – Landkreisgrenze – (RO 41 im Landkreis Rosenheim) |
| MÜ 33  | MÜ 38 in Hart – Mettenheim – MÜ 52 – Lochheim – MÜ 6 – Mößling – Frixing – St 2092 – Maxing – MÜ 10 |
| MÜ 34  | St 2360 – Taufkirchen – Forsthub – Hatzenberg – Dörfl – Beck – MÜ 14 |
| MÜ 35  | (ED 23 im Landkreis Erding) – Landkreisgrenze – Moosham – |
| MÜ 36  | St 2086/St 2111 – Unterbruckloh – MÜ 4 – Haunertsholzen – Fränking – Niedertaufkirchen – Unterarbing – Brandlhub – in Stetten |
| MÜ 37  | in Bürg – Thal – Ellach – St 2352 in Aschau am Inn |
| MÜ 38  | in Pemberg – Haun – Heldenstein – Niederheldenstein – MÜ 25 – Ampfing – St 2091 – Hart – MÜ 33 – St 2352 |
| MÜ 39  | St 2086/St 2354 – Loipfing – Hading – Habersam – St 2091 – Wotting – Lohkirchen – Grub – Thal – MÜ 6 |
| MÜ 40  | St 2084 – MÜ 25 |
| MÜ 41  | (LA 50 im Landkreis Landshut) – Landkreisgrenze – Neuhäusl – St 2086 in Ranoldsberg |
| MÜ 42  | (LA 45 im Landkreis Landshut) – Landkreisgrenze – in Egglkofen |
| MÜ 43  | (ED 10 im Landkreis Erding) – Landkreisgrenze – Lacken – Niesberg – Straßmaier – Eßbaum – Goldbrunn – Brandstätt – Putz an der Straß – Holzkram – MÜ 32 – Flecklhäusl – MÜ 46 |
| MÜ 44  | St 2092 – Landkreisgrenze – (RO 39 im Landkreis Rosenheim) |
| MÜ 45  | MÜ 19 – St 2092 – Unterreit – Landkreisgrenze – (RO 38 im Landkreis Rosenheim) |
| MÜ 46  | (EBE 6 im Landkreis Ebersberg) – Landkreisgrenze – Großhaager Forst – Landkreisgrenze – (RO 42 im Landkreis Rosenheim) – Landkreisgrenze – ohne Ort, ohne Abzweig einer klassifizierten Straße – Landkreisgrenze – (RO 42 im Landkreis Rosenheim) – Landkreisgrenze – MÜ 43 – Landkreisgrenze – (RO 42 im Landkreis Rosenheim) |
| MÜ 47  | (PAN 49 im Landkreis Rottal-Inn) – Landkreisgrenze – Leoprechting – Roßbach – MÜ 4 |
| MÜ 48  | MÜ 19 – Jettenbach – Unterhöhenberg – Bergen – St 2092 – Grünthal – Landkreisgrenze – (TS 37 im Landkreis Traunstein) |
| MÜ 49  | (ED 26 im Landkreis Erding) – Landkreisgrenze – Buchbach – MÜ 23 – St 2087 |
| MÜ 50  | – Zieglstadt – Mayrhof – Lengmoos – Kaiserschneider – Landkreisgrenze – (RO 40 im Landkreis Rosenheim) |
| MÜ 51  | MÜ 5 – Eglso – Inzlham – Wollerding – MÜ 27 in Aspertsham |
| MÜ 52  | St 2091 in Englhör – Weilkirchen – MÜ 33 in Mettenheim |
| MÜ 53  | (ED 20 im Landkreis Erding) – Landkreisgrenze – Großhaager Forst – |
| MÜ 54  | (jetzt St 2352) St 2352/St 2550 – MÜ 38 – MÜ 6 – MÜ 10 in Mühldorf am Inn |

## Längste und kürzeste Kreisstraße
Die Kreisstraße MÜ 25 ist mit ca. 16,4 km die längste Kreisstraße im Landkreis.
Die Kreisstraße MÜ 20 war mit ca. 330 m die kürzeste Kreisstraße im Landkreis.

## Traumstraße
Die Kreisstraße MÜ 37 ist die in der Region so genannte „Traumstraße“.

## Quelle
OpenStreetMap: Landkreis Mühldorf am Inn – Landkreis Mühldorf am Inn im OpenStreetMap-Wiki